# 林來福
林來福（1959年8月13日—1991年7月25日），台灣嘉義市人，著名黑幫人士及槍擊要犯，綽號「來來」、「林來來」。在1986年至1990年間組成槍擊犯罪集團四處犯案而知名於台灣當代社會，並影響社會治安甚鉅，造成當代台灣社會不安。林來福組成的槍擊犯罪集團自1986至1990年的短短四年間，犯下至少上百起恐嚇、綁架、勒贖、搶劫、強盜、殺人、槍擊等大大小小刑事案件，至少揹負28條人命，在逃亡期間吸收大量黨羽共同犯案，因而被警政署發佈通緝，並名列為十大槍擊要犯之首，媒體將林來福稱之為「鬼見愁」。
林來福亦是台灣治安史上揹負最多殺人命案的槍擊要犯，總共殺了26人，成為當代社會廣為人知的罪犯之一。1990年11月16日於台中市遭警方圍捕入獄後，並在1991年7月25日執行死刑槍決，享年31歲。

## 生平
林來福出生於臺灣嘉義市西區民生南路，原姓名為「李來福」，因家中環境困苦父母離異，母親三度改嫁，幼時在彰化縣員林鎮長大，後跟從養父姓林而改名為「林來福」。就讀員林國中畢業後放棄升學，前後搬遷到嘉義縣太保鄉及嘉義市，便無所事事混跡於嘉義市西區吳鳳南路一帶，並與當地的地痞流氓廝混在一起，而根據林來福在被槍決之前自述，他踏入歧途的原因之一，是因為當時中華民國義務教育以少數政府人口的中國語去禁止多數台灣島民使用的台灣話，他繳不出學校為侮辱使用台灣話的罰金，老師便衝到他家跟他媽媽討罰金，所致最後結識「黑仔」詹火樹等當地不良份子，也因搶劫當地村民的錢財及傷害有了戰績之後，開始跟隨當地角頭混跡江湖，成為看管賭場的圍事小弟。
1986年6月10日，林來福在彰化縣員林鎮犯下第一起刑事案件，因持刀威脅並打傷被害人搶走支票，而被彰化地檢署以抢劫、傷害罪發佈通緝。同年11月18日，在嘉義市延平街和香腸攤老闆陳榮昆發生爭執，因忍受不了香腸攤老闆看輕自己，因此持刀刺殺老闆陳昆榮致死，犯下第一起殺人案，同夥詹火樹勸他逃亡，自此性格大變脫離地方角頭自立門戶，踏上不歸路成為亡命之徒。
從1986年至1990年四年間，林來福聯合同是槍擊要犯的「黑牛」黃鴻寓、「黑仔」詹火樹、「阿西」葉進火、集團軍師「黑狗」潘旭晃等十多人組成槍擊犯罪集團，該集團合計犯下上百起搶劫、強盜、綁票、勒贖、殺人、傷害等刑事案件，尤以林來福個人揹負至少五十多起刑事案件以及揹負27條殺人命案，成為當時涉及殺人事件最多次數的槍擊要犯，使得台灣當代社會人心惶惶，影響治安甚鉅，並被列榜為十大槍擊要犯之首。林來福藉由搶劫、強盜、擄人勒贖等方式，為自己及犯罪集團取得資金來源，購入大量的槍械擁槍自重，不限時間及地點在光天化日之下犯下多起槍擊、槍殺等重大刑事案件。多次在嘉義、雲林、彰化、南投等地犯案，受害者含蓋民意代表、企業財團、幫派份子、甚至一般民眾皆受其害，影響社會治安層面之廣難以想像。聲名狼籍的林來福也因此多次引起台灣當代黑白兩道的通緝。
1990年間，林來福的左右手及集團重要成員，「黑牛」黃鴻寓、「黑狗」潘旭晃等數人相繼遭到警方逮捕，集團逐漸瓦解。同年間警方接獲林來福躲藏在臺中市西屯區大墩二十街，經過多天埋伏跟監，終在11月16日見到林來福與保鏢「囡仔明」陳慶明駕車外出，行經文心路與青海路口等待紅燈之時，持槍將其圍捕。同時在林來福的座車上搜出十多支長短槍、及上千發子彈，猶如小型軍火庫。
1991年5月，林來福因涉及多起重大刑事案件及揹負多起殺人案，被彰化地方法院判處兩個死刑、一個無期徒刑、及31年的有期徒刑。遂於同年7月25日，在台中看守所執行死刑槍決，結束了其瘋狂且短暫的一生。

## 所涉重大刑案

#### 1986年
11月8日，因遭香腸攤小販瞧不起，因而持刀殺害嘉義市西區延平街香腸攤小販陳榮昆。
11月18日，再次於嘉義市犯下殺人案。

#### 1987年
2月7日，夥同「黑仔」詹火樹，於彰化縣和美鎮持槍搶劫當地富商吳福清未遂，並在警局前將其槍擊成重傷。
2月18日，夥同「黑狗」潘旭晃，於南投縣埔里鎮「高爾基咖啡屋」，因賭場插乾股遭拒，槍殺角頭大哥邱清吉。
4月6日，夥同「黑牛」黃鴻寓、「黑猴」張銘川等人，於彰化市彰美路「五福卡拉OK」，因舞廳插乾股遭拒，槍殺當地角頭大哥「老五」柯金龍。
8月9日，於高雄市前金區「東王餐廳」，因嫌惡當地角頭繆宗正等人吃飯太吵引起口角，便持槍槍殺繆宗正等三人。
10月7日，夥同「黑牛」黃鴻寓、「阿西」葉進火等人，於彰化縣員林鎮策劃假車禍，搶劫富商「醬油芳」鄒瑞芳並將其槍殺。

#### 1988年
4月間，因舞廳鬧事糾紛，擄走並殺害彰化縣伸港鄉角頭大哥「五百」黨佩華，將其屍體埋在郊外，至今未找到其屍骨。
9月30日，因賭場未捧場糾紛，夥同「黑牛」黃鴻寓，於台中市中區成功路「溫莎公爵庭園餐廳」槍殺台中市角頭大哥「阿德」陳景德引起社會風波。
11月23日，於台北市「皇冠大酒家」槍殺幫派份子「阿醜」潘漢崇，射傷林文雄等人。
12月12日，於嘉義市「金槍卡拉OK」，因認為服務生不機靈，因而開槍射擊服務生邱春霖未遂。

#### 1989年
1月26日，因舞廳鬧事糾紛，夥同「黑仔」詹火樹、黃根旺、陳振昇、李春福等人，於南投縣竹山鎮持鐵鎚殺害台中四張犁十五神虎幫大哥「貓仔賢」賴明和、舞廳經理張義和，並埋葬在竹山鎮瑞南橋下。
2月11日，夥同「黑仔」詹火樹於嘉義市民生南路槍殺嘉義市角頭羅坤道等六人，同時射傷三人造成重傷，開槍射擊共計高達100多發。其中死者為雲林縱貫線大哥「標哥」林清標的親戚再次引起社會風波。林來福亦因此案被警政署列為「十大槍擊要犯」之首。
6月8日，因遭冒名綁架勒贖「鴻源集團」副總裁於勇明的糾紛，於台中市西屯路十三號公墓土地公神桌前談判時，槍殺嘉義縣角頭「瘋琴」盧照琴的保鑣，亦是天道盟成員的「馬龍仔」魏進雄。
6月9日，再因冒名糾紛，夥同黃根旺、周志昌、陳振昇等人，於台中縣大甲鎮臨河路的稻田裡槍殺天道盟成員蔡金銅、同日再於彰化縣大肚溪旁槍殺謝益恆。
7月9日，因秀場賣票糾紛，槍殺台中市中區中華路「大嘴斗檳榔攤」老闆張譽耀。
8月6日，夥同黃根旺、周志昌、陳振昇等人，於台北市北投區清江國小附近，槍殺幫派份子張上榮、陳右山、盧右祥等三人。
10月4日，懷疑手下周志昌對其不忠，於彰化縣二林鎮「萬興農場」附近的台糖蔗園內，槍殺自家小弟周志昌。
10月11日，夥同李佳璋及黨羽三人，綁架雲林縣大埤鄉代表會副主席李繼明並向其家屬勒贖，同月14日得手贖金新台幣三千萬元。

#### 1990年
2月28日，夥同李佳璋等兩名黨羽，於嘉義縣六腳鄉「假期飯店」槍殺雲林縱貫線大哥「黑松」蔡永常的左右手「two pair」張火生再度引起社會風波。
3月11日，夥同潘旭晃、陳振昇、李冠民等人，綁架雲林縣斗六鎮代書葉明傑，砍下被害人右手無名指勒贖，得手贖金新台幣三千萬元。
8月12日，教唆潘旭晃、李佳璋電話勒贖雲林縣北港鎮鎮長詹春長，並開槍掃射鎮長住家20多發，造成兩人受傷。
10月29日，夥同黨羽綁架台中縣大里鄉股票商人賴炳輝，並砍斷被害人右手小指勒贖，得手贖金新台幣五千萬元。

## 集團黨羽
依據當代媒體報導，林來福組成的槍擊犯罪集團成員，前後共計將近20人。
- 「黑牛」黃鴻寓 -1989年列榜十大槍擊要犯之一，揹負6條人命[26]。因與林來福不和便脫離林來福自立門戶，1990年9月8日遭到逮捕[27]，並於1991年5月20日於台中執行死刑槍決伏法[28]。

- 「黑仔」詹火樹 -1989年列榜十大槍擊要犯之一，1989年6月11日遭到逮捕後[29]，於1989年11月1日在台南執行死刑槍決伏法。

- 「阿西」葉進火 -1989年列榜十大槍擊要犯之一，1989年4月16日遭到逮捕後[30]，判處無期徒刑。

- 「黑狗」潘旭晃 -1990年9月27日遭到逮捕[31]，判處無期徒刑。而後假釋出獄後於1995年1月4日遭槍殺身亡[32]。

- 「佳璋」李佳璋 -1990年11月9日遭到逮捕[33]，判處無期徒刑。

- 陳獻宗 -1990年11月9日遭到逮捕[33]，判處無期徒刑。

- 陳振昇 -1990年11月9日遭到逮捕[33]，因槍殺案，於1990年間於台北執行死刑槍決伏法。

- 周志昌 -1989年10月4日被林來福懷疑後遭到槍殺[1][22]。

- 「黑猴」張銘川 -1990年前後遭到逮捕。

- 黃根旺 -1990年2月遭到逮捕[20]，因槍殺案，於1990年間於台北執行死刑槍決伏法[24]。

- 李春福 -1990年2月遭到逮捕[20]，因槍殺案，於1990年間於台北執行死刑槍決伏法[24]。

- 李冠民 -1990年5月23日遭到逮捕[34]，因槍殺案，於1990年12月於高雄執行死刑槍決伏法。

- 「囡仔明」陳慶明 -1990年11月16日與林來福一同在台中市遭到警方圍捕逮捕[11]。

## 使用槍械爭議
在媒體採訪中許多資深媒體人都會回答採訪記者說他所使用的槍械為烏茲衝鋒槍，但經內政部警政署刑事警察局與了解槍械的網友比對後，證實他用的槍械其實是美國卡利科輕武器系統公司所研發和生產的卡利科950手槍。

## 個人生活
林來福與妻子「阿桃」吳秀桃育有一子一女，1991年4月17日，關押於監獄的林來福為了讓時任女友的阿桃及小孩有名份，向法務部提出刑事申請狀，要求在看守所舉行結婚。同年7月6日，在林來福執行死刑前夕，在年幼子女、及父母的觀看下，與女友吳秀桃在台中看守所舉行婚禮公證儀式。

## 軼聞
- 林來福綽號來自混跡江湖初期，時常充當跑腿小弟買香煙、檳榔等物品，任由當地大哥隨意使喚，久而久之便被謔稱為「來來」[2]。1986年因角頭大哥與香腸攤老闆陳榮昆賭博香腸，即使賭輸了不付錢依舊有香腸可以拿，林來福有樣學樣卻遭到對方看不起而拒絕，因此憤而持刀殺害香腸攤老闆。之後因連續犯下多起重大案件，便被媒體冠上「鬼見愁」的外號[2]。

- 林來福在1990年11月16日遭逮捕之後，接受媒體採訪時表示「本來是想要一走了之，但這就是環境所逼，沒什麼。今天也不感覺怎麼樣，反正這條路…倒楣了就走了，走了就走了」、「後悔是沒有想到，但這就是環境所逼，所以才走到那條路」[11]、「（社會治安敗壞）需要靠社會大眾，靠他們以後怎麼整頓，不是完全我的關係」[38]等語，道盡走上不歸路的無奈心境。

- 林來福犯下第一起香腸攤殺人案之後，受到同夥「黑仔」詹火樹的援助，介紹林來福躲藏在彰化縣田中鎮詹火樹的姐姐處，並在詹家姐姐的賭場擔任保鏢，初期便在彰化地區逐步吸收黨羽成立自己的槍擊犯罪集團[2][8]。而後曾短暫投靠台中十五神虎幫大哥「八指明」林樹旺[39]，並在台中市等地以暴力、脅迫手段以插乾股方式，介入酒店及舞廳經營，也因此衍伸殺害彰化角頭「五百」黨佩華、台中角頭「貓仔賢」賴明和的兇殺案[5][18]。

- 林來福亡命江湖後，首次引起社會大眾高度關注，是始於1988年9月間，因綽號「阿德仔」陳景德的台中市角頭不願前往林來福的賭場捧場，而遭到林來福在白天將其槍殺震驚社會，黑白兩道為林來福未有江湖道義的行為對其展開通緝追捕[5][6]。再因1989年2月間，持槍掃射上百發殺害嘉義市角頭羅坤道等六人，波及無辜引起軒然大波，迫使警政署將其列為十大槍擊要犯之首而聞名全國[21]，並再因殺害多名天道盟成員，而與縱貫線大哥「標哥」林清標及天道盟結下恩怨。之後四處逃竄擄人勒贖籌備資金犯案，因縱貫線大哥「黑松」蔡永常出面擺平林來福的擄人勒贖案[40]，導致心生不滿並策劃報復，並於1990年2月間殺害黑松左右手再次引起軒然大波，再度牽動當代社會的緊繃神經[41][23]。

- 林來福在1989年被警政署正式列榜為十大槍擊要犯之首，隨著林來福落網之後，警政署便取消十大槍擊要犯的列榜排名，也因此林來福等人便被稱為「末代十大槍擊要犯」[42][43]。在這之中，林來福與同是十大槍擊要犯的「黑牛」黃鴻寓、「小馬哥」楊瑞和等人，亦被媒體並稱為「三大槍擊要犯」[27]。

## 參看
- 台灣黑幫
- 十大槍擊要犯
- 臺灣戰後時期死刑犯列表